# Louis Samuel Béchet de Léocour
Pour les articles homonymes, voir Bechet (homonymie).
Pour l’article ayant un titre homophone, voir Lehaucourt.
Louis Samuel Albert Désiré Béchet, baron de Léocour, né le 6 novembre 1771 à Sedan, mort le 1er janvier 1845 à Remilly, est un général français de la Révolution et de l’Empire.

## Biographie

### Carrière sous la Révolution
Sous-lieutenant au régiment de Berwick-infanterie (88e) le 7 décembre 1788, et lieutenant dans la 10e demi-brigade le 1er janvier 1793, il fait les campagnes de l'armée du Rhin de 1792 à l'an VI. Adjoint à l'adjudant-général Courville le 28 vendémiaire an V, il est attaché le 17 frimaire an VI à l'état-major de l'armée expéditionnaire de Saint-Domingue. Il sert à cette armée jusqu'au 1er thermidor an VII.
Le 13 fructidor, il reçoit le brevet de capitaine pour prendre rang au 26 germinal an VI. Adjoint à l'adjudant-commandant Ployez le 16 germinal de ce mois, il fait en cette qualité les campagnes de l'armée du Rhin des ans VIII et IX. Il est nommé aide de camp du général Ney le 1er vendémiaire an IX, obtient le brevet de chef d'escadron le 2 germinal an XI, et suit son général en Suisse, au camp de Compiègne et à l'armée des côtes de l'Océan.

### Général d'Empire
Nommé légionnaire le 25 prairial an XII, il reçoit la décoration de l'ordre au camp de Boulogne le 28 thermidor suivant. Il fait à la Grande Armée les campagnes de l'an XIV à 1807, devient adjudant-commandant le 16 mars 1807, et officier de la Légion d'honneur le 18 février 1808. Premier aide de camp du maréchal Ney, il passe avec lui en Espagne, y fait les guerres de 1808 et 1809 et est nommé chef d'état-major du 6e corps d'armée le 20 novembre 1809. 
Après la dissolution du 6e corps en 1812, il reste attaché à l'état-major particulier du duc de Raguse. Sous-chef de l'état-major du IIIe corps de la Grande Armée le 12 juillet 1813, il fait la campagne de Saxe et reçoit le 19 février 1814 le brevet de général de brigade. Appelé au commandement du département des Ardennes, par arrêté de Son Altesse Royale Monsieur daté du 20 avril 1814 (Paris), puis à celui de la Côte-d'Or le 23 juin, et enfin à celui d'une subdivision des Ardennes le 5 août, Béchet de Léocour reçoit du duc de Berry la croix de Saint-Louis, dans une tournée que ce prince fait dans le département de la Côte-d'Or, et une ordonnance royale du 1er novembre 1814 confirme cette nomination. Le 14 janvier 1815, Louis XVIII lui confie le commandement de la totalité du département des Ardennes.

### Le retour des Bourbons, les Cent-Jours et la2eRestauration
Le général envoie en cette qualité le 9 mars 1815, une adresse, datée de Mézières, au ministre de la Guerre, dans laquelle il proteste de la fidélité et du dévouement des officiers de l'état-major et des régiments en garnison dans le département, pour la maison de Bourbon, et renouvelle son serment de fidélité au Roi. Le 25 mars, appropriant son langage aux circonstances, il écrit au ministre de la Guerre pour l'assurer que l'esprit public des troupes et des habitants du département est excellent ; que, dès la première nouvelle des événements de Paris, la cocarde nationale est à tous les chapeaux, et que le pavillon impérial est arboré sur toutes les administrations militaires, civiles et judiciaires. Napoléon Ier, au retour de l'Île d'Elbe, lui ordonne, le 4 juin, d'aller prendre le commandement supérieur de la place de Sedan, en conservant celui du département des Ardennes. Renfermé dans Mézières, il défend cette place pendant les mois de juin, juillet et août 1815.
Le 22 août 1816, il est mis en non-activité, et une ordonnance de 1820 le comprend comme disponible, dans le cadre de l'état-major général de l'armée. Admis à la retraite le 1er décembre 1824, et nommé lieutenant-général honoraire le 23 mai 1825, il est placé le 22 mars 1831 comme maréchal de camp dans le cadre de réserve de l'état-major-général, et de nouveau mis à la retraite le 31 décembre 1833. 
Il est nommé commandeur de la Légion d'honneur le 25 avril 1838. Le général-baron Béchet de Léocourt s'est installé à Remilly-Aillicourt où il est devenu propriétaire du château de son beau-père, Jean François Félix Dorival. Maire de Rémilly de 1817 à 1845, il est également membre du conseil général des Ardennes.

## État de service
- Sous-lieutenant au régiment de Berwick-infanterie (88e) (7 décembre 1788) ;
- Lieutenant dans la 10e demi-brigade le 1er janvier 1793 ;
- Adjoint à l'adjudant-général Courville le 28 vendémiaire an V ;
- Attaché à l'état-major de l'armée expéditionnaire de Saint-Domingue du 17 frimaire an VI au 1er thermidor an VII ;
- Capitaine le 30 août 1799, avec effet rétroactif au 15 avril 1798 ;
- Adjoint à l'adjudant-commandant Ployez le 16 germinal an VI ;
- Aide de camp du général Ney le 1er vendémiaire an IX ;
- Chef d'escadron le 23 mars 1803 ;
- Adjudant-commandant le 16 mars 1807 ;
- Premier aide de camp du maréchal Ney ;
- Chef d'état-major du 6e corps de l'armée d'Espagne le 20 novembre 1809 ;
- Sous-chef de l'état-major du IIIe corps de la Grande Armée le 12 juillet 1813 ;
- Général de brigade le 19 février 1814 ;
- Chef d'état-major de la 1re division de voltigeurs de la Jeune Garde Impériale du 19 février 1814 au 20 avril 1814 ;
- Commandant du département des Ardennes par arrêté de Son Altesse Royale Charles X de France daté du 20 avril 1814 (Paris) au 23 juin 1814 ;
- Commandant du département de la Côte-d'Or du 23 juin 1814 au 5 août 1814 ;
- Commandant d'une subdivision du département des Ardennes du 5 août 1814 au 14 janvier 1815 ;
- Commandant du département des Ardennes du 14 janvier 1815 au 22 août 1816 ;
- Commandant de la place de Sedan du 4 juin 1814 au 22 août 1816 ;
- Mis en non-activité le 22 août 1816 ;
- Mis en disponibilité du 1er avril 1820 au 1er janvier 1825 ;
- Lieutenant-général honoraire le 23 mai 1825 ;
- Admis en retraite le 1er janvier 1825 ;
- Placé dans la section de réserve comme maréchal de camp le 22 mars 1831 ;
- Réadmis en retraite le 1er décembre 1833.

## Blessures
Dans ses Mémoires, le futur général Béchet de Léocour écrit : « Ce fut aussi devant Ulm en 1805 que je reçus non pas la seule blessure mais la seule très légère contusion que j’ai eue de ma vie, un boulet qui tomba entre les jambes de mon cheval me couvrit de grèves dont l’une me froissa très légèrement la lèvre supérieure, le lendemain il n’y paraissait plus, depuis, j’ai eu des chevaux tués sous moi, mes habits criblés de balles sans avoir la moindre égratignure, c’est vraiment un bienfait de la providence. »

## Titres
- 1er Baron de Léocour et de l'Empire en mai 1808.

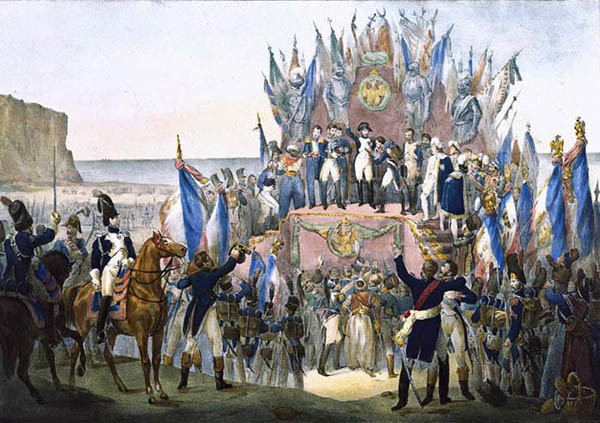
Lithographie en couleur de Charles Motte (1829) sur un dessin original de Victor-Jean Adam : « Première distribution de la Légion d'honneur au camp de Boulogne, le 16 août 1804 ».

## Autres fonctions
- Maire de Remilly de 1817 à 1845 ;
- Conseiller général des Ardennes.

## Décorations
- Légion d'honneur :
  - Légionnaire le 25 prairial an XII, décoré le 16 août 1804, au camp de Boulogne), puis,
  - Officier de la Légion d'honneur le 18 février 1808, puis,
  - Commandeur de la Légion d'honneur le 25 avril 1838 ;
- Ordre royal et militaire de Saint-Louis :
  - Chevalier de Saint-Louis le 1er novembre 1814.

## Publications
On a de lui :
- Général Béchet de Léocour et Christian Schneider, Souvenirs (écrits en 1838-1839) : publiés et annotés par Christian Schneider, préface par Jean Tulard, Paris, Librairie Historique F. Teissèdre, 1er janvier 2000, 459 p. (ISBN 2-912259-33-9) :
  - Les mémoires du général Béchet de Léocour commencent en 1791 pour s'achever en 1811. Il va d'abord servir le régime qui a guillotiné son père avant de s'embarquer pour Saint-Domingue avec la mission Hédouville. Son témoignage est sur ce point l'un des meilleurs qui nous soient parvenus. Il sera ensuite l'un des premiers décorés de la Légion d'honneur au camp de Boulogne et va participer à toutes les premières grandes batailles : Ulm, Iéna, Eylau. Après cela, il part pour l'Espagne et est au Portugal sous les ordres de Masséna. C'est avec cette campagne que s'achèvent ses mémoires, en 1811. Béchet de Léocour n'a pas laissé un nom illustre, mais il fait partie de ces généraux qui ont fait la gloire de l'Empire. Ayant rencontré l'Empereur, connu intimement Savary et Jomini, il est aussi curieux de tout ; décrivant, entre autres choses, la flore et les mœurs de Saint-Domingue, les Quakers de Philadelphie, l'Inquisition en Espagne ou encore la franc-maçonnerie dont il était membre. « Quel que soit le champ de bataille, Béchet de Léocour est toujours précis et exact, ce que nous confirme le remarquable appareil critique établi pour cette première édition par M. Christian Schneider. On ne pourra plus ignorer son témoignage.(Extrait de la préface de Jean Tulard). »

Ce manuscrit, jusqu'ici inédit, a été confié par les descendants du général à Christian Schneider qui en fit le sujet d'une maîtrise puis d'un DEA.

## Vie familiale
Louis Samuel était le fils de Louis François Joseph Béchet (29 octobre 1732 - Sedan ✝ 3 juin 1794 - victime de la Révolution française) et Gabrielle Marie Philibertine Charlotte Philippy du Tronquoy. Louis François Joseph Béchet, officier municipal et échevin de Sedan, fut guillotiné à Paris avec la municipalité de Sedan. Il fut le fondateur de la branche de Léocour (alias Léocourt, Lehaucourt ou Le Hautcourt).
Louis Samuel Albert Désiré Béchet de Léocour épousa, le 31 décembre 1803, Anne Françoise Thérèse Félix Dorival de Fignamont ( ✝ 5 septembre 1849 - Remilly-Aillicourt). Ensemble, ils eurent :
- Thérèse Charlotte Constance Aglaé (née le 6 février 1805), marié avec M. Lamour, dont postérité (les Lamour Béchet de Léocour) ;
- Anaïs Félicité Adélaïde (2 février 1814 - Sedan ✝ 9 octobre 1858 - Remilly-Aillicourt), sans alliance, ni postérité ;
- Anna Blanche Thérèsine (née le 5 mai 1817) ;
- Louis Félix Constant Désiré (né le 10 mars 1819), baron de Léocour, sans alliance, ni postérité.

## Armoiries
| Figure | Blasonnement |
|        | Armes du baron Béchet de Léocour et de l'Empire (décret du 19 mars 1808, lettres patentes de mai 1808 (Bayonne) Coupé de sable au chef, parti d'or à une main senestrée de gueules tenant des plantes des champs de sinople, et de gueules au signe des barons sortis de l'armée, sur le sable un bélier d'argent en rencontre surmonté d'une étoile de même., Livrées : noir, rouge, jaune. |